# 刘远
刘远（1963年3月—），男，汉族，福建长汀人，中华人民共和国政治人物，中国共产党党员，第十三届全国人民代表大会福建省代表。曾任中共漳州市委副书记、漳州市人民政府市长。

## 生平
1997年5月，刘远担任中共漳平市委常委、漳平市人民政府常务副市长。1998年9月，担任漳平市委副书记、漳平市人民政府代市长。次年1月当选漳平市人民政府市长。2009年6月，改任漳平市委书记。2011年6月，担任三明市委常委、组织部部长。
2014年11月，刘远担任漳州市委常委、市纪委书记。2016年8月1日，担任漳州市委副书记。同年10月，兼任漳州市委政法委书记。2017年1月12日，当选漳州市人民政府市长。
2018年，刘远被选为福建省出席第十三届全国人民代表大会代表。2021年6月，刘远不再担任漳州市委副书记、常委、委员，并辞去漳州市人民政府市长职务。转任福建省政协常委、经济委副主任。